# Chiesa di Sant'Eufemia (Tarcento)
La chiesa di Sant'Eufemia è una chiesa di Segnacco, frazione del comune italiano di Tarcento, facente parte della provincia di Udine.

## Esterno
La chiesa, di modeste dimensioni, presenta un campanile a vela dotato di due campane. Completata nel 1347, la chiesa ha un portico nella facciata ed alcune uscite laterali. Venne consacrata nel 1356.

## Interni
La chiesa possiede al suo interno alcuni affreschi realizzati all'epoca della costruzione raffiguranti la vita dei santi e di Cristo. Presenta inoltre un'abside con un piccolo altare.